# Championnat de Guinée-Bissau de football 1977-1978
Navigation
Édition précédente Édition suivante
La saison 1977-1978 du Championnat de Guinée-Bissau de football est la quatrième édition de la Primeira Divisião, le championnat de première division en Guinée-Bissau. Seize équipes se retrouvent au sein d'une poule unique où elles s'affrontent à deux reprises. 
Le titre de champion n'est pas attribué cette saison à la suite de la décision du Conseil Supérieur des sports de Guinée-Bissau d'annuler l'ensemble du championnat, après les résultats de deux rencontres de l'avant-dernière journée concernant les deux premiers du classement : le Sport Bissau e Benfica, en tête, l'emporte 12-4 face au FC Tombali pendant que dans le même temps l'UDI Bissau, son dauphin gagne 6-0 contre Bula Futebol Clube.
Il n'y a donc pas de champion cette saison, et donc aucun club qualifié en Coupe des clubs champions. De même, il n'y a ni promotion, ni relégation.

## Les clubs participants
- Sporting Clube de Bissau
- Sporting Clube de Bafatá
- UDI Bissau
- Sport Bissau e Benfica
- Ténis Clube de Bissau
- Desportivo de Gabú
- Clube de Futebol "Os Balantas"
- Ajuda Sport de Bissau
- Estrela Negra de Bolama
- Atlético Clube de Bissorã
- Desportivo Recreativo Cultural de Farim
- Bula Futebol Clube
- Futebol Clube de Cantchungo
- Futebol Clube de Tombali
- Grupo Desportivo Recreativo e Cultural FARP
- Futebol Clube de Buba

## Compétition

### Classement
Le classement est établi sur le barème de points suivant : victoire à 2 points, match nul à 1, défaite à 0.
| Rang | Équipe                                      | Pts | J  | G  | N | P  | Bp | Bc | Diff |
| ---- | ------------------------------------------- | --- | -- | -- | - | -- | -- | -- | ---- |
| 1    | Sport Bissau e BenficaT                     | 46  | 29 | 19 | 8 | 2  | 69 | 26 | +43  |
| 2    | UDI BissauC                                 | 46  | 29 | 19 | 8 | 2  | 65 | 23 | +42  |
| 3    | Futebol Clube de Tombali                    | 37  | 29 | 16 | 5 | 8  | 62 | 41 | +21  |
| 4    | Grupo Desportivo Recreativo e Cultural FARP | 35  | 29 | 14 | 7 | 8  | 56 | 35 | +21  |
| 5    | Sporting Clube de Bissau                    | 32  | 29 | 13 | 6 | 10 | 63 | 48 | +15  |
| 6    | Sporting Clube de Bafatá                    | 31  | 29 | 11 | 9 | 9  | 41 | 43 | -2   |
| 7    | Clube de Futebol "Os Balantas"              | 30  | 29 | 11 | 8 | 10 | 40 | 38 | +2   |
| 8    | Desportivo de Gabú                          | 29  | 29 | 10 | 9 | 10 | 52 | 52 | 0    |
| 9    | Ténis Clube de Bissau                       | 27  | 29 | 11 | 5 | 12 | 48 | 51 | -3   |
| 10   | Bula Futebol Clube                          | 27  | 29 | 11 | 5 | 13 | 42 | 48 | -6   |
| 11   | Futebol Clube de Cantchungo                 | 27  | 29 | 10 | 7 | 12 | 28 | 36 | -8   |
| 12   | Estrela Negra de Bolama                     | 25  | 29 | 10 | 5 | 14 | 51 | 65 | -14  |
| 13   | Futebol Clube de Buba                       | 24  | 29 | 10 | 4 | 15 | 36 | 62 | -26  |
| 14   | Atlético Clube de Bissorã                   | 18  | 29 | 7  | 4 | 18 | 26 | 45 | -19  |
| 15   | Ajuda Sport de Bissau                       | 15  | 29 | 5  | 5 | 19 | 47 | 78 | -31  |
| 16   | Desportivo Recreativo Cultural de Farim     | 13  | 29 | 4  | 5 | 19 | 23 | 58 | -35  |

|  | Qualification pour la Coupe des Coupes 1979                    |
|  | T : Tenant du titre C : Vainqueur de la Coupe de Guinée-Bissau |

## Bilan de la saison
| Championnat de Guinée-Bissau de football 1977-1978 |            |
| Champion                                           | Aucun      |
| Coupes et trophées                                 |            |
| Vainqueur de la Coupe de Guinée-Bissau 1977-1978   | UDI Bissau |
| Qualifications continentales                       |            |
| Coupe des clubs champions africains 1979           | Aucun      |
| Coupe des Coupes 1979                              | UDI Bissau |
| Promotions et relégations                          |            |
| Promus en Primeira Divisião                        | Aucun      |
| Relégués en Segunda Divisião                       | Aucun      |